# Chapelle Notre-Dame d'Hermone
La chapelle Notre-Dame d'Hermone (on trouve parfois la forme fautive des Hermones) est une chapelle catholique romaine située en Haute-Savoie, sur la commune de Vailly, au mont d'Hermone. L'édifice fait l'objet d'un pèlerinage.

## Géographie
La chapelle a été édifiée en l'honneur Notre-Dame de la Visitation à proximité du sommet de la montagne d'Hermone, sur le territoire de la commune de Vailly, en Haute-Savoie,. Elle est installée sur un promontoire rocheux appelé "Miribel".

## Histoire

### Une chapelle primitive?
La présence d’une chapelle primitive à Hermone nous renvoie à l’étymologie même du nom. En effet, « Hermone » proviendrait de « Armonna », ce qui, en dialecte savoyard, signifie « montagne de l'aumône ».
Ainsi, un lien peut être établi avec la chartreuse de Vallon. Installés depuis 1138, les moines chartreux possèdent de nombreuses terres dans tout le Chablais. Et parmi tous les biens qu'ils reçurent en donation, il est possible de ranger une partie de la montagne d’Hermone. Ainsi, non loin du village du Feu, les moines avaient-ils fondé, selon l'usage alors si fréquent et populaire, des aumônes autour d'une petite chapelle ou d'un petit oratoire ? Cette hypothèse semble tout à fait plausible puisqu’il existe un exemple similaire à Rumilly avec Notre-Dame de l’Aumône.

### Juin 1489
La chapelle Notre-Dame a été édifiée par les paroissiens au début du XVIe siècle, à la suite d'une décision de la communauté le 9 juin 1489.
En effet, ce 9 juin 1489, à la sortie de la messe dominicale, les 52 chefs de famille de Vailly se réunissent en assemblée générale devant l’église. Ils sont placés sous l’autorité du syndic, du curé de la paroisse, messire Louis Bubouloz, et d’un notaire, maître Jacques d’Anthy (de Anteriaco). Au cours de cette réunion, ils décident d’élever un sanctuaire en l’honneur de la Vierge Marie sur un terrain qu’ils ont reçu des Chartreux de Vallon. Dès le début, ils conviennent que la chapelle serait placée sous le vocable de la Visitation.
Voici les noms des chefs de familles qui se trouvent dans l'acte de 1489 et qui sont considérés comme les fondateurs de la chapelle d'Hermone :

« Révérend Dubouloz Louis (curé), Arenczouc Claude, Bardet Aymonet, Barnod Jean, Béchet Pierre, Berset Henri, Bouvier Jean, Burnet Claude, Jacquet Frères, Canivet Mermet, Chappuis Jacques, Chappuis Martin, harles Rodolphe, Charles Guillaume, Chatelain Pierre, Chevallet Pierre, Chevallet Jean, Chouderon Michaud, Colloud Mermet, Delafontaine Pierre, Delafontaine Jacquemet, Delapierre Etienne, Delapierre Pierre, Delapierre Aymonet, Delasauge Jacques, Du Verney Pierre, Du Verney Guillaume, Garin Pierre, Grilliet Jean, Joly Pierre, Luysodi Jean, Matringe Pierre, Menjon Pierre, Morel Jean, Morel Guillaume, Moret Pierre, Moret Jean, Mugnier Antoine (de Gletinge), Mugnier Henri, Pallotin Henri, Pallotin Pernette, Ruphi Jean (des Fontannes), Ruphi Pierre, Ruphy Michaud, Ruphy Mermet (du Charmet), Trabichet Jacquemette, Vuatouz Pierre. Du hameau de Pimbertis (sic) : Favre Claude, Favre Etienne, Favre Pierre, Favre Marie. »

Après les quelques formalités administratives d'usage, les travaux peuvent commencer. Mais à cette époque, les calamités, les épidémies et les guerres retardent l'échéance initiale. L'édifice n'est donc achevé qu'en 1517. Néanmoins, le culte n'y est pas encore célébré car Monseigneur Pierre Farfein, évêque auxiliaire de Genève, lors de sa visite pastorale à Vailly le 19 juin 1518, demande que soit produit au greffe de l'évêché, les actes d'autorisation et de fondation en bonne et due forme. En effet, en ayant construit la chapelle avec leurs propres deniers, les communiers de Vailly n'avaient pas cru devoir se prémunir contre l'autorisation épiscopale. Ainsi, il faut attendre le 15 octobre 1518 pour que Pierre Gruet, vicaire générale de Genève, autorise la fondation de la chapelle d'Hermone et nomme comme recteur Louis Leydérier, curé de Vailly. Et le 2 juillet 1519, pour la première fois, la messe est célébrée à Hermone en l'honneur de la Visitation.
Mais les prières sont interrompues une vingtaine d’années plus tard lorsque, vers 1536, les Bernois introduisent le protestantisme en Chablais. La chapelle est laissée à l’abandon et tombe en ruine. Seule la statue est mise en sécurité.

### 1602
Après la reconversion de la Savoie du Nord par François de Sales, Claude de Granier, évêque de Genève, souhaite faire reconstruire la chapelle d'Hermone. Les paroissiens de Vailly répondent à son appel et commencent les travaux, non pas sur la pointe de Miribel, mais plus au sud, au sommet d’une montagne appelée Cornillon. Toutefois, une légende rapporte que chaque soir, les fondations se comblent et que la vierge se déplace miraculeusement dans un coudrier du mont Hermone. Après plusieurs démonstrations de ce genre, les habitants prennent la décision de relever l’édifice sur son emplacement initial. Le 2 juillet 1602, lors de sa consécration, la tradition précise que 12 000 pèlerins ont gravi les sentiers qui conduisent au sanctuaire.[réf. nécessaire]

### Période révolutionnaire
Le duché de Savoie est annexé en novembre 1792 par la Première République française,. L'entrée des troupes révolutionnaires s'accompagne par le départ des prêtres réfractaires et la fermeture des lieux de culte. À Vailly, le syndic Ducret dissimule le mobilier de la chapelle, enterre la cloche et sème des céréales au-dessus[réf. nécessaire]. Quant à la statue, elle est en sécurité dans une maison du hameau du Feu. Toutefois, même sous la dénomination de « chalet d’alpage », l’édifice accueille volontiers les prêtres intrépides, comme l’Oncle Jacques ou l’abbé Rey, qui n’hésitent pas à célébrer clandestinement la messe.

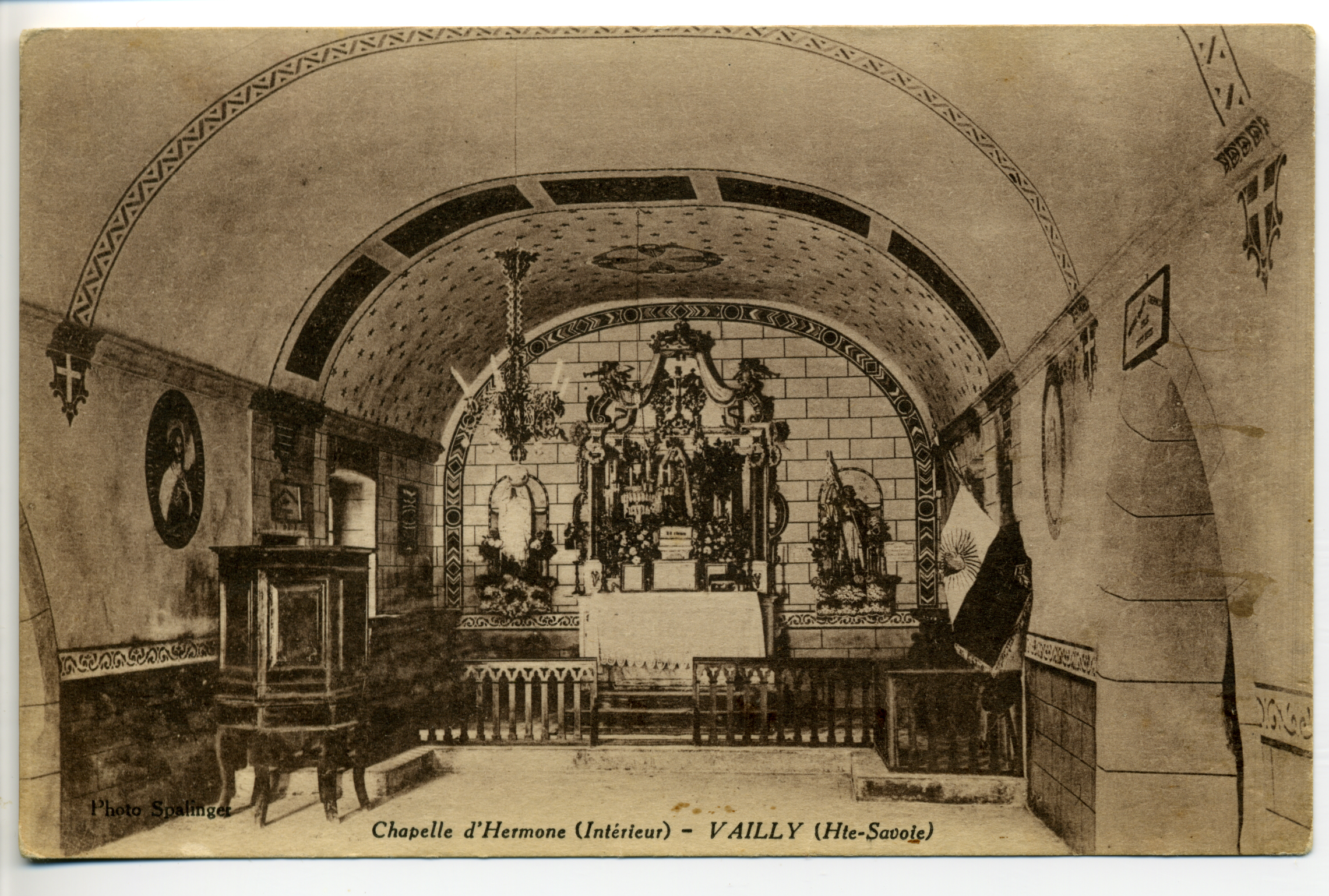
L'intérieur de la chapelle à la fin du XIXe siècle.

L'édifice est détruit,.

### XIXesiècle
Après la signature du concordat napoléonien en 1801, le culte est restauré. À Hermone, le 2 juillet reprend toute sa signification, mais dans une chapelle qui se dégrade chaque jour un peu plus. Il faut attendre 1838, pour que le curé Hyacinthe Fleury attire l’attention de ses paroissiens sur l’état de l’édifice. À nouveau, les habitants de Vailly et des villages environnant répondent avec entrain et les travaux avancent rapidement.
Une nouvelle chapelle est édifiée en 1839,. Ainsi, le 2 juillet 1840, les pèlerins découvrent un sanctuaire entièrement rénové, affichant neuf mètres de long et six mètres de large. Deux ans plus tard, un chemin de croix est érigé le long du sentier provenant du Feu. Chaque station porte le nom de ses donateurs.[réf. nécessaire]
Une nouvelle opération d’agrandissement a lieu entre 1875 et 1882,, sous l’impulsion de l’abbé Augustin Rosset : « Il dresse le plan des travaux à exécuter, organise une souscription dans la commune et dans les environs, et fait appel à ses paroissiens. Ceux-ci y répondent avec enthousiasme. Le dimanche, le curé publie la liste des travailleurs de la semaine ; point de résistance, point de mauvaise volonté. »[réf. nécessaire] Après ces sept années de travaux, l'enceinte du sanctuaire est prolongée. Deux chapelles latérales ont été ajoutées ainsi qu’une tour portant à son faîte une grande statue en bronze de la Vierge.
Le 24 mai 1899, la foudre s'abat sur le clocher. Les paysans des alentours parviennent à circonscrire l’incendie. L'abbé Jean-Marie Guillot et de son vicaire, l’abbé Maistre, font réparer les dégâts. Le 2 juillet 1900, les fidèles peuvent de nouveau entendre le tintement de la cloche d'Hermone.

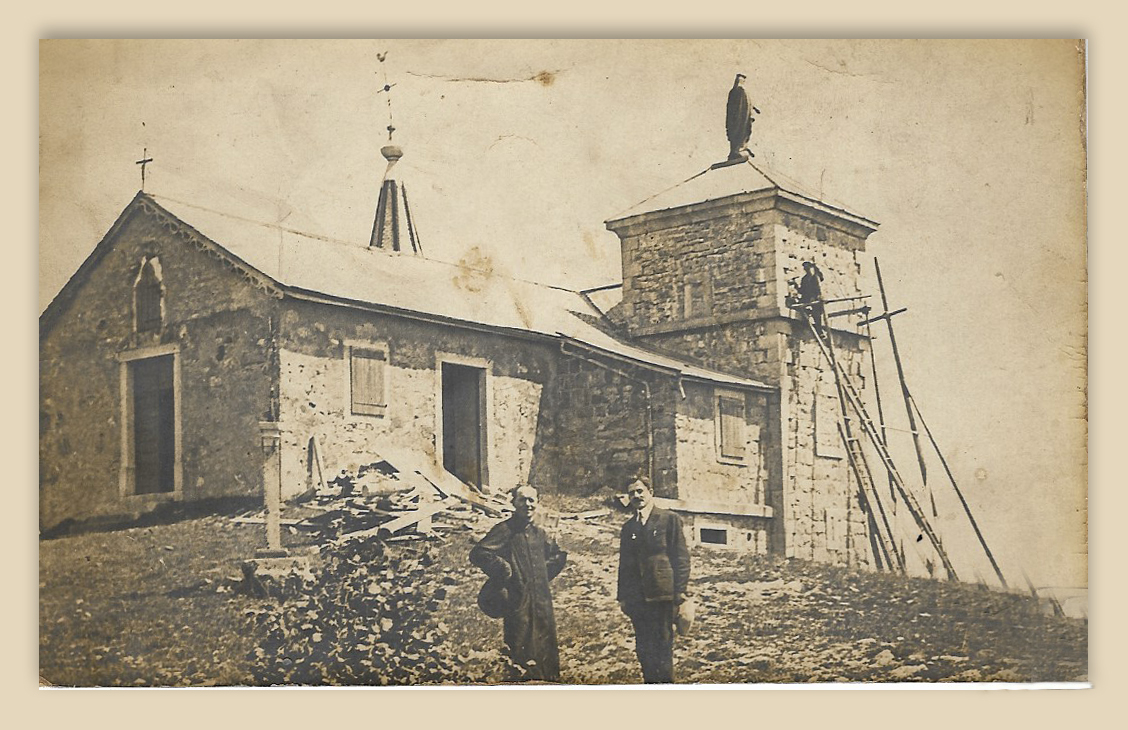
Rénovation de 1940

### XXesiècle
Depuis cette date, tous les curés de la paroisse ont contribué à la sauvegarde de l’édifice, et notamment Pierre Million qui a effectué une nouvelle opération de rénovation en 1940. De même, comment ne pas évoquer le souvenir de l’abbé Jacques Sublet qui, avant de disparaître, a mis en œuvre la célébration du cinquième centenaire de la chapelle, le 15 août 1989.

## Description
La chapelle actuelle a été édifiée en 1839,. Des travaux d'agrandissement ont été réalisés entre 1875 et 1882,.
Un clocher est ajouté,. Ce dernier est détruit par la foudre le 24 mai 1899, puis restauré.

## Pèlerinage
Jean Bunaz, recteur de Vailly, lors de l'enquête de Mgr Rendu (1845), indiquait « Les habitans de Vailly ont une grande dévotion à cette chapelle. Cette dévotion est adoptée par les habitans de tout le Chablais et d'une partie du Faucigny. Chaque année, les 2 juillet, 16 août et 9 7bre [sic], ils en donnent des preuves non équivoques. A ces trois époques ils se rendent en foule à ce lieu de dévotion, et aujourd'hui on peut, sans exagération, porter à six mille, le nombre des personnes qui visitent cette chapelle chaque année. A ces fêtes, il y a jusqu'à dix messes, des communions nombreuses, des exhortations sur Marie, et une procession solennelle. » Il précise plus loin que « La tradition populaire porte que plusieurs miracles y ont été opérés, mais il n'y en a aucun de bien établi. »
Les auteurs de l'Histoire des communes savoyardes : Le Chablais (1980) indique que ce pèlerinage prend forme au XIXe siècle, les 2 juillet, 16 août et 8 septembre. Le pape Léon XIII accordent, par bulle papale du 23 juin 1885 des grâces spéciales aux pèlerins.